# ルイ・シボレー
ルイ-ジョセフ・シボレー（Louis-Joseph Chevrolet  フランス語: [ʃəvʁɔlɛ] 英語: [ʃɛvrəˈleɪ]、1878年12月15日 - 1941年6月6日）は、スイス (フランス語圏) 出身のアメリカ人レーシングドライバー。1911年に共同創設者としてシボレーを、1916年にフォード・モデルTの競技部品を製作するフロンテナック・モーター・コーポレーションを設立した。

## 生涯とキャリア

### 若齢期
スイス北西の時計製造業の中心地であるヌーシャテル州ラ・ショー＝ド＝フォンで生まれ、 1886年にフランス・コート＝ドール県ボーヌに移住。自転車競技に機械の技術や興味を惹かれていった。

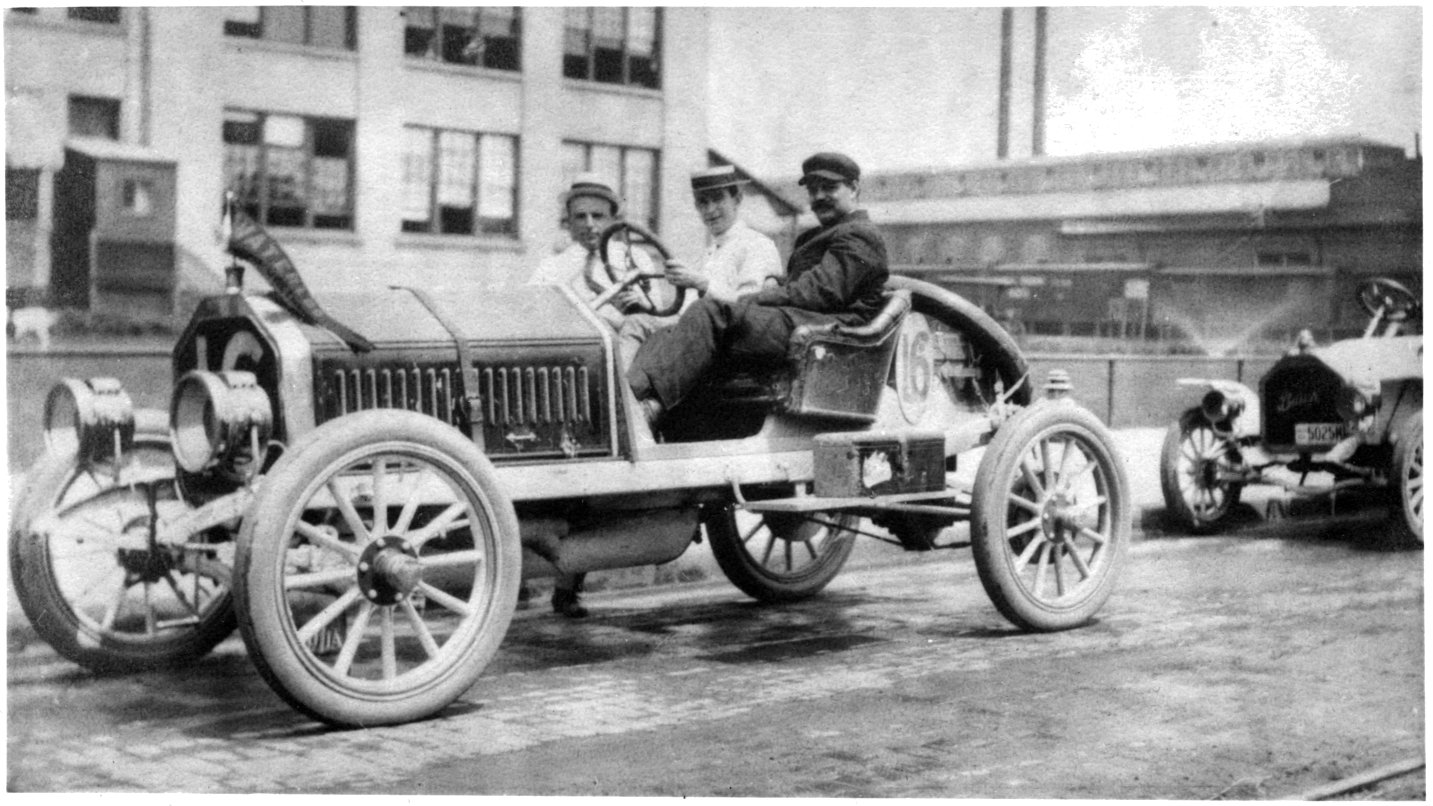
自ら組んだビュイックを駆るシボレー、1900年頃。

### 初期のキャリア

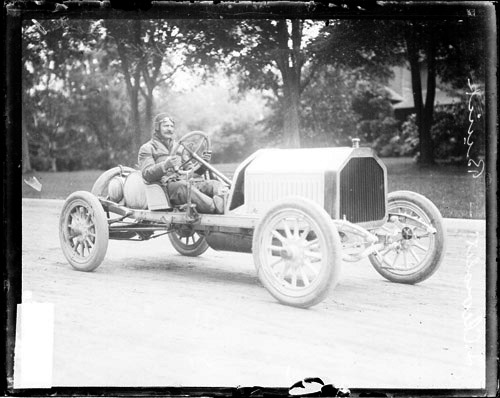
インディアナ州クラウンポイントでのレースでビュイックを駆るシボレー(1909年)

1895年から1899年にかけて修理店で働き、 その後パリに移ってカナダ・モントリオールに移るまでの短期間働いたのちカナダでメカニックとして1900年を過ごした。 翌年、ニューヨークに移って同じスイス移民の会社に短期間務めた後、フランスの自動車会社ド・ディオン・ボタンのブルックリン支社に移った。
1905年に結婚し、2人の息子をもうけた。また同年、フィアットにドライバーとして雇われた。1907年には、フィラデルフィアのオートカー社に雇われた。
彼はビュイックでレースを続け、のちにゼネラル・モーターズを創立するビュイックのオーナーウィリアム・C・デュラントと協力関係を結んだ。 
彼は格式的な教育に乏しかったので、ビュイック社で働くかたわら自動車のデザインを学び、1909年に自らのエンジンの設計を始めた。彼はミシガン州デトロイトの修理工場で6気筒OHVエンジンを作り上げた。

### シボレー社
1911年11月3日、シボレーはデュラントらとともにデトロイトでシボレー社を創立した。 会社のロゴはシボレーの故郷スイスの国旗をかたどったものや、シボレーがパリで泊まったホテルの壁紙から取られたものであるという説がある。

### モータースポーツ
1910年代中期にモータースポーツに参入し、1915年のインディ500にミシガン州アレガン出身のハワード・E・ブラッドと組んで出走し20位。 1916年には、彼と弟のガストン、アーサーでフロンテナク社を創立しレースカーを製造し始め、これによって知名度を上げることになった。

### 死去
1941年6月6日、足を手術で切断した際の合併症で死去。インディアナポリスに埋葬された。

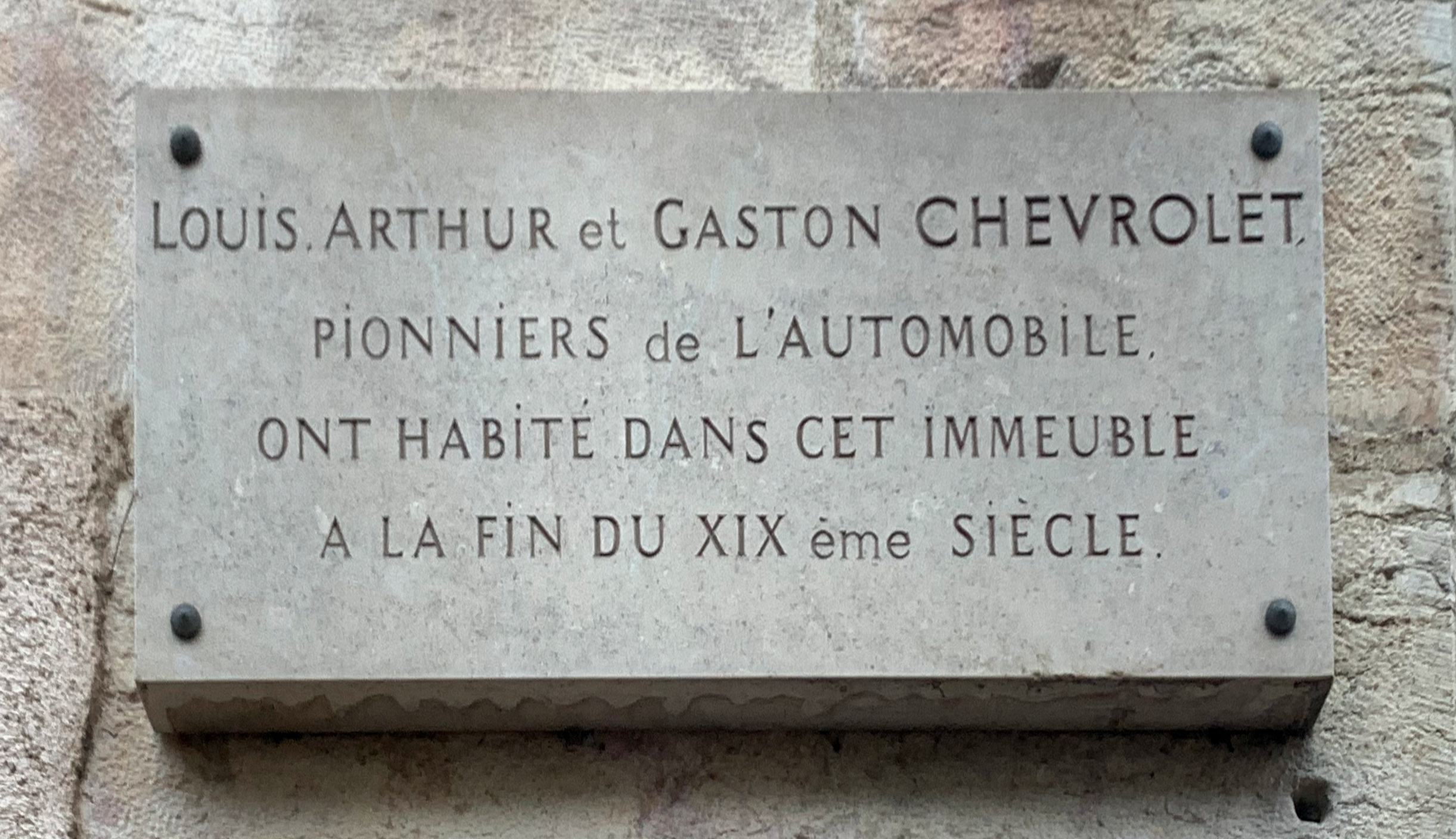
記念碑

現在インディアナポリス・モーター・スピードウェイの博物館入口には、彼の功績をたたえて、大理石と花崗岩の上にヘルメットとゴーグルを着けた胸像の記念碑が置かれている。 